# Gmina Kobierzyce
Gmina Kobierzyce là một gmina nông thôn (khu hành chính) ở hạt Wrocław, Lower Silesian Voivodeship, ở phía tây nam Ba Lan.  Khu vực hành chính của nó là làng Kobierzyce.
Gmina có diện tích 149,11 kilômét vuông (57,6 dặm vuông Anh) và tính đến năm 2008, tổng dân số của nó là 14,508 người.
Gmina có doanh thu trên đầu người là 8096 PLN (~ $ 3000) và là một trong những kết quả cao nhất ở Ba Lan. Gmina Kobierzyce nằm gần thành phố Wrocław và phần Bắc (ở Bielany Wroclawskie) có các trung tâm mua sắm lớn nhất tại Ba Lan và một trong những trung tâm mua sắm lớn nhất ở châu Âu (Centrum Bielany, Castorama, Ikea, Obi, Tesco, "Piotr i Paweł", Makro, Black Red White, Office Depot, Komfort, Euro RTV AGD, Electro World, Media Markt, Auchan, Agata Meble, Leroy Merlin và các loại cửa hàng khác). Gần Biskupice Podgórne có một nhà máy LG-Philips, nơi sản xuất các màn hình máy tính tinh thể lỏng và một địa điểm của Tập đoàn Toshiba. Đường cao tốc A4 và A8 và các tuyến châu Âu E67 và E261 đi qua gmina.

## Gmina lân cận
Gmina Kobierzyce giáp với thị trấn Wrocław và với các gmina như Borów, Jordanów Śląski, Kąty Wrocławskie, Siechnice, Sobótka và órawina.

## Làng
Các gmina bao gồm các làng Baki, Bielany Wroclawskie, Biskupice Podgórne, Budziszów, Chrzanow, Cieszyce, Damianowice, Dobkowice, Domasław, Jaszowice, Kobierzyce, Królikowice, Krzyżowice, Księginice, Kuklice, Magnice, Małuszów, Nowiny, Owsianka, Pełczyce, Pustków Wilczkowski, Pustków Zurawski, Raclawice Wielkie, Rolantowice, Ślęza, Solna, Szczepankowice, Tyniec Maly, Tyniec nad Ślęzą, Wierzbice, Wysoka, Żerniki Nam và Żurawice.